# A Boogie wit da Hoodie
A Boogie wit da Hoodie, vlastním jménem Artist Julius Dubose, (* 6. prosince 1995, Bronx, New York, New York, USA) je americký rapper, zpěvák a textař. Debutoval v roce 2017 svým platinovým albem The Bigger Artist, ze kterého pochází hit „Drowning“ (ft. Kodak Black) (38. příčka v žebříčku Billboard Hot 100, 4× platinový singl). O rok později vydal své druhé studiové album Hoodie SZN, které se umístilo na 1. příčce žebříčku Billboard 200 a opět získalo platinovou certifikaci. Album doprovázel singl „Look Back at It“ (27. příčka, 3× platinový singl). V únoru 2020 následovalo třetí album Artist 2.0 se singlem „Numbers“ (ft. Roddy Ricch, Gunna a London on da Track) (23. příčka).

## Mládí
Artist Julius Dubose se narodil 6. prosince 1995 v Bronxu v New Yorku. Rapu se začal věnovat ve dvanácti letech inspirován rappery Kanye Westem a 50 Centem. V New Yorku také navštěvoval střední školu Eagle Academy. Svůj pseudonym si vybral podle postavy Boogie z filmu Paid in Full (2002) a slova hoodie (tedy mikina s kapucí, kterou nosil). V mládí prodával drogy, kvůli čemu začal mít oplétačky se zákonem. Jako trest ho rodiče poslali v šestnácti letech za příbuznými na Floridu. Tam dochodil uměleckou školu ve městě Fort Pierce. Pod přísným dohledem se zde začal více věnovat rapu.

## Kariéra

### Počátky (2015–2016)
V roce 2015, ve věku devatenácti let, vydal na SoundCloudu svůj první singl „Temporary“. Píseň neměla valnou kvalitu, ale její producent Myster Whyte mu následně pomohl s rytmem a dikcí. Téhož roku se přestěhoval zpět do New Yorku, kde se začal naplno věnovat rapu. Spojil se s dalšími začínajícími rappery, kterými byli Don Q, Quincy „QP“ Acheampong a Bubba, a společně založili nahrávací společnost Highbridge the Label. V roce 2016 vydal svůj první mixtape Artist. Díky němu si ho všiml časopis Forbes, dke o něm napsali sloupek. V roce 2016 ještě vyšel společný mixtape jejich labelu Highbridge the Label: The Takeover Vol.1. Brzy poté dělal předskokana na třech koncertech v rámci Summer Sixteen Tour rapperů Drakea a Futura. V červenci 2016 získal smlouvu s labelem Atlantic Records. V říjnu zde vydal EP TBA, což je akronym pro The Bigger Artist. EP se umístilo na 63. příčce žebříčku Billboard 200. Obsahovalo jeho první úspěšný singl „My Shit“ (86. příčka v Billboard Hot 100, 2× platinový).

### The Bigger Artist a Hoodie SZN (2017–2018)
V roce 2017 byl zařazen hudebním časopisem XXL do prestižní „2017 Freshman Class“. V září 2017 vydal své debutové album The Bigger Artist. Debutovalo na 4. příčce žebříčku Billboard 200 se 67 000 prodanými kusy (po započítání streamů) v první týden prodeje. Album uváděl singl „Drowning“ (ft. Kodak Black) (38. příčka, 4× platinový singl). Dalším singlem byla píseň „Say A“ (75. příčka, platinový).
V prosinci 2018 vydal své druhé album Hoodie SZN. Debutovalo na první příčce žebříčku Billboard 200 s 90 000 prodanými kusy (po započítání streamů) v první týden prodeje. Z alba pochází singl „Look Back at It“ (27. příčka, 3× platinový singl). Dalšími úspěšnými písněmi z alba, které ale nebyly vydány jako singly, byly „Swervin“ (ft. 6ix9ine/Veysel) (38. příčka, 3× platinový singl) a „Startender“ (ft. Offset a Tyga) (59. příčka, platinový).

### Artist 2.0 a Me vs. Myself (2019–...)
Na podzim 2019 vydal první singl „Mood Swings“ (76. příčka) ze svého plánovaného třetího alba Artist 2.0. Brzy poté následovaly singly „Reply“ (ft. Lil Uzi Vert) (49. příčka) a „King of My City“ (69. příčka). Album vyšlo v únoru 2020 a debutovalo na 2. příčce žebříčku Billboard 200 se 111 000 prodanými kusy (po započítání streamů) v první týden prodeje. Následně vydal nejúspěšnější singl z alba „Numbers“ (ft. Roddy Ricch, Gunna a London on da Track) (23. příčka). Po vydání se z alba v žebříčku Billboard Hot 100 umístilo ještě pět dalších písní. V červenci byla vydána rozšířená deluxe verze alba, ze které uspěl singl „Bleed“ (57. příčka).
V prosinci 2021 vydal EP B4 AVA, ze kterého pochází singl „24 Hours“ (ft. Lil Durk) (92. příčka). O rok později vyšlo jeho čtvrté album Me vs. Myself (6. příčka v Billboard 200). V žebříčku Billboard Hot 100 se umístila jediná skladba, a to píseň „Water (Drowning Pt. 2)“ (ft. Kodak Black) (97. příčka).
V květnu 2024 vyšlo album Better Off Alone.

## Diskografie

### Studiová alba
- 2017 – The Bigger Artist
- 2018 – Hoodie SZN
- 2020 – Artist 2.0
- 2022 – Me vs. Myself
- 2024 – Better Off Alone

### Mixtape
- 2016 – Artist
- 2016 – Highbridge The Label: The Takeover Vol. 1 (s Don Q)

### EP
- 2016 – TBA
- 2018 – International Artist
- 2018 – B4 #HoodieSZN
- 2021 – B4 AVA
- 2023 – B4 BOA

### Úspěšné singly
Singly umístěné v žebříčku Billboard Hot 100:
- 2016 – „My Shit“
- 2016 – „Timeless“ (ft. DJ SpinKing)
- 2017 – „Drowning“ (ft. Kodak Black)
- 2017 – „Say A“
- 2018 – „Look Back at It“
- 2019 – „Mood Swings“
- 2019 – „Reply“ (ft. Lil Uzi Vert)
- 2020 – „King of My City“
- 2020 – „Numbers“ (ft. Roddy Ricch, Gunna a London on da Track)
- 2020 – „Bleed“
- 2021 – „24 Hours“ (ft. Lil Durk)
- 2022 – „Water (Drowning Pt. 2)“ (ft. Kodak Black)